# نادي حطين (سوريا)
نادي حطين الرياضي، نادي سوري مقره مدينة اللاذقية، سوريا. تأسس عام 1945 تحت اسم نادي السلام. غُير اسم النادي إلى نادي الساحل عام 1946 ثم اتخذ اسمه الحالي عام 1972.
كان أعظم إنجاز للنادي هو الفوز بكأس سوريا عام 2001. يلعب النادي حاليًا في الدوري السوري الممتاز.

## تاريخ
تأسس النادي عام 1945 في مدينة اللاذقية، على الرغم من أنه يلعب أحيانًا على أرضه في العاصمة دمشق. لم يفز النادي بلقب الدوري الممتاز مطلقًا، وكان أهم لقب له هو كأس سوريا الذي فاز به عام 2001 بعد فوزه على نادي الجيش 1-0 في النهائي. كان هذا الفوز أحد النهائيات الأربع التي خاضها.
وعلى المستوى الدولي، شارك النادي في كأس أبطال الكؤوس الآسيوية عام 2001، حيث خرج في الجولة الثانية على يد نادي الشباب السعودي وفي كأس الأندية العربية الأبطال عام 2001، حيث خرج في الجولة الأولى.

## مشاركات
نادي حطين مشارك دائم في جميع البطولات السورية (الدوري والكأس) وشارك في كأس العرب للأندية عام 2001.
كأس الاتحاد الآسيوي عام ٢٠٠٠
انتصر على الوحدة اليمني ٥-٠ و ٥-١
انتصر على هلال المقدسي ٦ـ٣وانسحب الهلال إيابا
فاز على الشباب السعودي ذهابا ١-٠ سجله سليم جبلاوي 
وخسر ايابا ٢ـ٠ ليخرج من البطولة 

## أهم الإنجازات والنتائج
- كأس الجمهورية السورية عام 2001.
- وصيف كأس الجمهورية السورية أعوام 2021 – 1987 – 1993 – 1995 - 1999.
- كأس الكؤوس السورية عام 1997.
- بطل دوري الدرجة الثانية عام 1989.
- وصيف الدوري السوري مرة واحدة 1999-2000.
- لقب هداف الدوري السوري 5 مرات.

## أسماء من حطين
- كيفورك مارديكيان
- طلال شومان
- أحمد شومان
- عارف الآغا
- جمعة خضير
- عمار عوض
- عمر كنفاني
- بشار سرور
- عبد الناصر حجازية
- بسام الفرخ
- سليم جبلاوي
- عمر عكيل
- مروان سيدة
- زياد شعبو
- سيد بيازيد
- عبد الله مكية
- بهاء كولاجه
- مارديك مارديكيان

## موسم 2024/2023

### لاعبو فريق كرة القدم الأول
| الرقم | الجنسية | المركز | اللاعب       |
| ----- | ------- | ------ | ------------ |
| 1     | سوريا   | حارس   | هادي منون    |
| 55    | سوريا   | حارس   | محمد داؤود   |
| 17    | سوريا   | مدافع  | حمود الحمود  |
| 12    | سوريا   | مدافع  | حسن أبو كف   |
|       | سوريا   | مدافع  | هادي نوارة   |
| 3     | سوريا   | مدافع  | حسين جويد    |
| 14    | سوريا   | مدافع  | إسماعيل حافظ |
| 5     | سوريا   | وسط    | عز الدين عوض |
| 8     | سوريا   | وسط    | خالد كوجلي   |
| 11    | سوريا   | وسط    | مصطفى جنيد   |
|       | سوريا   | وسط    | بطرس فيوض    |

| الرقم | الجنسية | المركز | اللاعب            |
| ----- | ------- | ------ | ----------------- |
| 77    | سوريا   | وسط    | فريد الاغا        |
| 7     | سوريا   | وسط    | رضوان قلعجي       |
| 18    | سوريا   | وسط    | ابراهيم بغدادي    |
| 88    | سوريا   | وسط    | نور غريب          |
|       | سوريا   | وسط    | وسيم نبهان        |
| 13    | سوريا   | وسط    | عدي جفال          |
| 45    | سوريا   | مهاجم  | سليم سبقجي        |
| 99    | سوريا   | مهاجم  | رأفت مهتدي        |
| 9     | سوريا   | مهاجم  | مارديك مارديكيان  |
| 10    | سوريا   | مهاجم  | عبد الرزاق الحسين |

### الترتيب العام[4]
| لعب | فوز | تعادل | خسارة | له | عليه | الفرق | النقاط |
| --- | --- | ----- | ----- | -- | ---- | ----- | ------ |
| 22  | 11  | 5     | 6     | 28 | 18   | 10    | 38     |